# Iraks förhistoria
De äldsta spåren efter människans närvaro i Irak är de 60 000-80 000 år gamla neandertalgravar man funnit vid Shanidar i bergstrakterna i närheten av Iran. Efter den senaste istiden för drygt 10 000 år sedan ökade de mänskliga aktiviteterna dock avsevärt i området. Omkring 4500 f.Kr. hade bosättningarna i norra Mesopotamien utvecklats till varaktiga samhällsbildningar och sedan dess har konsten att bemästra jordbruk och boskapsskötsel existerat oavbrutet i Irak. I nuvarande Irak låg Assyrien från ca 2000 f.Kr. till 612 f.Kr. och Babylonien från ca 2000 f.Kr till 539 f.Kr.